# Николева, Маргарита Фёдоровна
Маргари́та Фёдоровна Ни́колева (27 апреля (9 мая) 1873, Безлесное, Балашовский уезд, Саратовская губерния, Российская империя—20 июля 1957, Пятигорск, Ставропольский край, РСФСР, СССР) — русский советский литературовед.

## Биография
Родилась 27 апреля (9 мая) 1873 года в селе Безлесном Балашовского уезда Саратовской губернии Российской империи.
В 1896 году арестована, выслана на три года в Вятскую губернию. В 1898—1901 годах переписывалась в дружеской манере с Феликсом Эдмундовичем Дзержинским.
По возвращении из высылки занималась преподавательством. В 1908 году окончила Бестужевские высшие женские курсы в Санкт-Петербурге. Во время учёбы вошла в социал-демократическую организацию, участвовала в издании и распространении нелегальной литературы, в том числе работ Владимира Ильича Ленина.
В Санкт-Петербурге у Николая Фёдоровича Анненского часто встречалась с Владимиром Галактионовичем Короленко, о котором оставила воспоминания. В 1919 году переселилась в Полтаву, где жила в семье Короленко.
В 1930-х годах занялась изучением биографии и творчества Михаила Юрьевича Лермонтова, участвовала в работах Лермонтовской комиссии Института русской литературы Академии наук СССР. С 1939 года — научный сотрудник музея «Домик Лермонтова» в Пятигорске.
Во время немецкой оккупации Северного Кавказа в ходе Великой Отечественной войны приложила значительные усилия для сохранения фондов музея. Написала множество трудов о Лермонтове, содержащие важные сведения о его жизни и творчестве.

## Труды
- Николева, М. Ф. М. Лермонтов : биограф. очерк. — Пятигорск, 1940. — 1-е изд[1].
- Николева, М. Ф. М. Лермонтов : биограф. очерк. — Ставрополь, 1947. — 2-е изд[1].
- Николева, М. Ф. М. Ю. Лермонтов: жизнь и творчество. — М., 1956[1].
- Николева, М. Ф. Из воспоминаний о В. Г. Короленко / послесл. к. ф. н. В. А. Мануйлова // «Звезда» : лит. журнал / гл. ред. Г. К. Холопов. — СПб.: Гос. изд-во худ. лит., 1958. — № 4. — 75 тыс. экз[1].